# SG Vorhalle
Die SG Vorhalle 09 (offiziell: Sportgemeinschaft Vorhalle 09 e. V.) ist ein Sportverein aus dem Hagener Stadtteil Vorhalle. Die erste Fußballmannschaft nahm einmal am DFB-Pokal teil.

## Geschichte
Der Verein wurde im Jahre 1909 als FC Vorhalle 09 gegründet. Ursprünglich sollte ein Faustballverein gegründet werden, bevor die Vereinsgründer durch „Sportfreunde aus Langerfeld“ umgestimmt wurden. Sportlich spielten die Vorhaller lediglich auf lokale Ebene und kamen nicht über die Bezirksklasse hinaus, erwarb in den 1960er Jahren den Ruf als Pokalschreck. So konnten die Vorhaller in den Jahren 1962 und 1967 Pokalsiege über die Verbandsligisten Hasper SV und SSV Hagen verzeichnen. Den größten Erfolg erreichte der Verein im Jahre 1979, als sich die Mannschaft für den DFB-Pokal qualifizierte. Dort mussten die Vorhaller in der ersten Runde bei Westfalia Herne antreten und verlor mit 0:4. Zwischen 1976 und 1981 spielte die Mannschaft in der Bezirksliga. Seit dem Abstieg im Jahre 2015 tritt die SG Vorhalle in der Kreisliga B an.

## Persönlichkeiten
- Stefan Studtrucker